# Atropatené
Atropatené (řecky Ἀτροπατηνήm, persky Aturpatakan), původně Médie Atropatené, bylo starověké království existující mezi 3. stoletím př. n. l. a 3. stoletím našeho letopočtu a jeden z nástupnických států po říši Alexandra Velikého, ale na rozdíl od všech ostatních Alexandrových generálů (diadochů) bylo odlišné a zvláštní tím, že bylo založeno etnickým Peršanem, šlechticem Atropatem, takže oproti jiným si uchovávalo domácí perský charakter a kulturu s omezeným vlivem helénismu, spíše tedy pokračovalo v dědictví Achaimenovců. 
Království leželo na jižním pobřeží Kaspického moře, na území dnešního Íránu (přesněji íránského Kurdistánu) a částečně i dnešního Ázerbájdžánu. Hlavním městem byl Ganzak, dnes již neexistující a nacházející se někde na jih od Urmijského jezera.

## Historie
Zakladatelem státu byl král Atropates (persky Athurpat, Diodóros ho nazýval Atrapes, Quintus Curtius pak Arsaces), etnicky perský obchodník a šlechtic. Atropates nejprve sloužil Dareiovi III., posléze Alexandru Velikému, aby se po Alexandrově smrti roku 323 př. n. l. rozhodl vyhlásit vlastní stát a založit vlastní královskou dynastii. Rozpad Alexandrovy říše po jeho smrti bývá někdy nazýván „Dělení Babylónu“: větší, jižní část Médie byla svěřena Peithónovi, jednomu z Alexanderových tělesných strážců, a nazývala se Velká Médie (Media Magna). Media Atropatene byla zbývající menší částí původní makedonské provincie Médie, kterou Atropates získal jako jeden z Alexandrových guvernérů, ovšem velmi brzy z názvu státu odstranil název Médie, setřásl vliv Seleukovců (kteří ovládli asijskou část bývalé Alexandrovy říše) a království osamostatnil. Nezávislost se dařilo dlouho udržet, až se dynastie Atropatovců stala vazalem Patrthské říše. Parthové pak území anektovali, ale ztratili ho ve prospěch Sasánovské říše. Sasánovci území znovu nazývali Aturpatakan.
Mezi léty 639–643 území dobyli muslimští Arabové, kteří z něj učinili provincii v rámci islámského chalífátu pod názvem Adarbajgan, což byl poarabštěný název Aturpatakan. Časem území ztratilo integritu a politické změny smazaly původní hranice tohoto státu. Jen pojem Adarbajgan se stal etymologickým kořenem dnešního slova Ázerbájdžán.